# Мосягин, Пётр Васильевич
Пётр Васильевич Мося́гин (15 июня (3 июня по ст. ст.) 1888, Ярославль — 1960, Москва) — художник, кинооператор, фотограф, режиссёр.

## Биография
Родился в 1888 году в Ярославле. Из ярославской купеческой семьи. Усадебный дом Мосягиных находится на углу бывшей Большой Угличской (ул. Свободы) и бывшей Срубной/Нетечи (ул. Собинова) улиц, современный адрес — ул. Свободы, 13/40.
С 1906 учился в московском училище живописи, ваяния и зодчества. В 1910 был исключен за невзнос платы. Вернувшись в Ярославль, становится членом ЯХО и экспонентом всех его выставок (1910—1923). В 1910 был отмечен автором обзорной статьи по выставке в газете «Голос» (1910. № 88), характеризуется как «поэт ночи». На выставке этого года показал ряд импрессионистических пейзажей, в которых стремился передать живописными средствами сияние лунного света, эффекты от горящих фонарей на ночных улицах. Здесь же появились городские пейзажи с уголками ярославских улиц и площадей, с памятниками архитектуры, такие как «Богоявленская площадь». На последующих выставках экспонировал живописные работы «Власьевская улица», «Старый Ярославль XVII века». Писал и экспонировал много пейзажей этюдного характера: «После дождя», «Весна», «Туманное утро», «Серый день» и др. К 1913 его работы становятся разнообразнее в жанровом диапазоне. Он пишет и экспонирует на выставках портреты, в частности, «Портрет И. А. Лазарева» (1914), работы жанрового характера, («На Толкучке», 1913) или пейзажи с элементами жанра («На Волге», 1923(?)). В 1915—1916 экспонировал свои произведения на выставках Троице-Сергиевского художественного общества.
В 1914—1918 работал на киностудии акционерного общества «Г. Либкен и Ко» в Ярославле. Снял как оператор более пятидесяти фильмов. Многие из них («В чаду удушливых газов», «Кино-сатирикон», «Купленная невеста», «Мой костер в тумане светит»,«А господский дом загорается…» и др.) погибли во время пожара на киностудии в 1918. Частично сохранился немой художественный фильм по мотивам одноимённого романа Василия Немировича-Данченко «Цари биржи» (1916). В 1917 у С. Минтуса стал оператором фильма «Хозяин и работник» (реж. С. Веселовский). Отзыв о нём: «В рассказе есть немного литературы для кинематографического сценария. Несколько скучны и однообразны картины утрированного крестьянского быта. Быт как таковой, как „центр тяжести“, на экране вообще утомителен. Хороши картины зимней природы. Неестественным кажется то, что хозяин и работник оказываются засыпанными снегом на самой опушке леса. Кажется, чего проще — схорониться в лесу от ветра».
Был сотрудником Губсекции ИЗО, заведовал фотокиносекцией губполитпросвета, его имя встречается в списках Рабиса по секции «кинофикация». Под его руководством были сняты фильмы о жизни детской колонии, о детской преступности и ярославских беспризорниках. Скромной попыткой продолжить в новых условиях масштабно начатый Либкеном проект «ярославского Голливуда» является фильм «Был и стал», 1924 — о ярославском хулигане Кольке Рыжике и его превращении в пламенного борца за революцию и пионера. Мосягин осуществил постановку и монтаж. Попытка создать в Ярославле в 1926 году профсоюзную киностудию без участия Мосягина провалилась.
Увлечение кинематографом и фотографией отразилось на его живописных произведениях. Очень часто композиционно они напоминают стоп-кадр. В цветовом решении они также ассоциируются с «кинематографическим» видением. Последний раз показал свои работы на выставке, устроенной Ярославским художественным обществом совместно с Художественной галереей в 1923. Автор критической статьи отметил одну из работ с четырьмя фигурами, мечтающими «в лунном сиянии» на палубе парохода. Это описание совпадает с картиной «На Волге», переданной в ЯХМ с другими работами в 1960 семьей художника. В собрании ярославских музеев представлено более 20 живописных работ Мосягина. Значительная часть поступила в 1923 году в дар от автора перед его отъездом в Москву. В момент отъезда или после него на Мосягина было заведено дело по обвинению в халатном отношении к исполнению служебных обязанностей.
В Москве Мосягин работал оператором на разных киностудиях («Кинокарьера звонаря», 1927; «Без ключа», 1928; «Василисина победа», 1928; «Соперницы», 1929; «Приключения Аришки», 1929; «Тревожный день», 1931; «Пастух и царь», 1935), пробовал силы как режиссёр.
Похоронен на Востряковском кладбище.

## Награды
- орден Трудового Красного Знамени (14.04.1944)